# 2006年8月逝世人物列表
2006年逝世人物列表：1月 - 2月 - 3月 - 4月 - 5月 - 6月 - 7月 - 8月 - 9月 - 10月 - 11月 - 12月
2006年8月逝世人物列表，是用於匯總2006年8月期間逝世人物的列表。

## 依日期排序

### 1日
- 文森特·多爾（Vincent Dole），93歲，美國醫學研究員，確定美沙酮可以治療海洛因成癮，主動脈破裂。[1]
- 魯弗斯·哈雷（Rufus Harley），70歲，美國爵士風笛演奏家，前列腺癌。[2]
- Arlene Raven，62歲，美國女權主義作家和藝術評論家，腎癌。[3]
- 傑森·羅茲（Jason Rhoades），41歲，美國裝置藝術家，心力衰竭。[4]
- 喬治·斯泰爾斯（George Styles），78歲，英國陸軍軍官，被授予喬治十字勳章。[5]
- 鮑勃·薩維斯（Bob Thaves），81歲，美國漫畫家（弗蘭克和歐內斯特），呼吸衰竭。[6]
- 約翰內斯·維勒布蘭茲（Johannes Willebrands），96歲，荷蘭烏得勒支大主教，1975-1983年，羅馬天主教會最年長的紅衣主教。[7]
- Iris Marion Young，57歲，美國政治哲學家和女權主義者，食道癌。[8]

### 2日
- Holger Börner，75歲，德國政治家，黑森州總理（1976-1987），癌症。[9]
- 小菲茨·尤金·迪克森（Fitz Eugene Dixon Jr.），82歲，美國費城76人隊前老闆，簽下了朱利葉斯·歐文（Julius Erving），皮膚癌。[10]
- 莫裡斯·克里格爾-瓦里蒙（Maurice Kriegel-Valrimont），92歲，法國抵抗運動戰士，激進的共產主義者和政治家。[11]
- 奧黛麗·林德瓦爾（Audrey Lindvall），23歲，美國模特，美國超模安吉拉·林德瓦爾（Angela Lindvall）的妹妹，交通事故。[12]
- Kim McLagan，57歲，1960 年代的英國模特，The Faces 的 Ian McLagan 的妻子和 Keith Moon 的前妻，交通事故。[13]
- 加里·帕伊契奇（Gary Pajcic），58歲，美國運動員和律師。[14]
- 路易塞爾·拉莫斯（Luisel Ramos），22歲，烏拉圭模特，神經性厭食症引起的心力衰竭。[15]
- Ferenc Szusza，82歲，匈牙利足球運動員，匈牙利足球單俱樂部的創紀錄射手。[16]
- 約翰·沃特斯（John Watters），81歲，澳大利亞板球運動員。[17]

### 3日
- 約翰·哈斯（John Haase），82歲，德國出生的美國牙醫，後來成為作家，患有肺氣腫。[18]
- Arthur Lee，61歲，美國搖滾音樂家，迷幻樂隊Love的隊長，白血病。[19]
- 肯·里士滿（Ken Richmond），80歲，英國演員和摔跤手，1952年奧運會銅牌得主，J. Arthur Rank Studios電影的敲鑼手。[20]
- 伊莉莎白·施瓦茨科普夫夫人（Dame Elisabeth Schwarzkopf），90歲，德國出生的歌劇女高音，自然原因。[21]

### 4日
- 埃爾登·奧克（Elden Auker），95歲，美國職業棒球大聯盟投手，心臟病發作。[22]
- 胡裡奧·加蘭（Julio Galán），46歲，墨西哥新表現主義畫家，腦出血。[23]
- 約翰·洛克（John Locke），62歲，美國精神鍵盤手，癌症。[24]
- 南迪尼·薩特帕西，75歲，印度政治家和作家，1972-1976年擔任印度奧里薩邦首席部長，腦出血。[25]
- 埃絲特·斯奈德（Esther Snyder），86歲，美國女商人，總部位於加利福尼亞州的In-N-Out Burger總裁。[26]

### 5日
- 蘇珊·布徹（Susan Butcher），51歲，美國狗犬愛好者，四次Iditarod Trail雪橇犬比賽冠軍，骨髓移植併發症，以對抗急性髓系白血病。[27]
- 阿隆·古列維奇（Aron Gurevich），82歲，俄羅斯中世紀主義者。
- 特裡·麥克雷（Terry McRae），65歲，澳大利亞政治家，南澳大利亞州眾議院議長。[28]
- 雨果·席爾茨（Hugo Schiltz），78歲，比利時政治家。[29]
- 丹尼爾·施密德（Daniel Schmid），64歲，瑞士電影製片人兼導演（Il Bacio di Tosca），癌症。[30]
- 埃德·斯拉舍（Ed Thrasher），74歲，美國藝術總監。[31]

### 6日
- 埃絲特·維多利亞·亞伯拉罕（Esther Victoria Abraham），89歲，印度模特、女演員和電影製片人。
- 安赫爾·德·安德列斯（Ángelde Andrés），88歲，西班牙戲劇演員和導演，心臟病發作。
- 薩爾維諾·阿佐帕爾迪（Salvino Azzopardi），75歲，馬爾他耶穌會神父和哲學家。
- Gintaras Beresnevičius，45歲，立陶宛宗教歷史學家，專門研究波羅的海神話，作家，學者，公關人員。[32]
- 多蘿西·希利（Dorothy Healey），91歲，美國共產黨領導人，肺炎。[33]
- 霍恩洛厄-朗根堡的克裡斯托夫王子，49歲，歐洲社交名媛，入獄后器官嚴重衰竭。[34]
- 拉菲克·卡馬洛夫，吉爾吉斯斯坦伊瑪目和據稱是伊斯蘭激進分子，因槍擊而受傷。[35]
- 斯特拉·莫雷（Stella Moray），83歲，英國女演員和表演者。[36]
- 吉姆·波默羅伊（Jim Pomeroy），53歲，美國職業越野摩托車賽車手，第一位贏得世界越野摩托車錦標賽的美國人，車禍。[37]
- 米爾喬·魯塞夫，81-82歲，保加利亞奧運自行車運動員。[38]
- Moacir Santos，80歲，巴西作曲家和編曲家。[39][40]
- 羅伯特·斯帕克斯爵士，77歲，澳大利亞牧場主和商人，昆士蘭民族黨前主席（1970-1990）。[41]
- 鈴置洋孝，56歲，日本動漫配音演員，肺癌。
- 伊恩·沃爾特斯（Ian Walters），76歲，英國雕塑家。[42]
- 勞倫斯·溫努克（Lawrence Wnuk），98歲，波蘭羅馬天主教神父，原公證人使徒，安大略省溫莎波蘭加拿大中心協會的創始人。[43]

### 7日
- 瑪麗·安德森·貝恩（Mary Anderson Bain），94歲，美國政治家，美國總統佛蘭克林·羅斯福（Franklin D. Roosevelt）領導下的新政主任，國會議員席德·耶茨（Sid Yates）的前高級助手。[44]
- 吉姆·克魯克（Jim Crooker），80歲，美國業餘高爾夫球手，業餘選手，參加鮑勃·霍普·克萊斯勒經典賽的次數比其他任何高爾夫球手都多，癌症。[45]
- 約翰·吉伯特（John Gilbert），84歲，加拿大政治家。[46]
- 洛伊絲·詹紐瑞，92歲，美國女演員，阿爾茨海默病。[47]
- 鮑勃·米勒（Bob Miller），76歲，美式橄欖球運動員，NFL防守鏟球，與冠軍底特律雄獅隊，癌症。[48]
- 約翰·溫伯格（John Weinberg），81歲，美國銀行家，高盛（Goldman Sachs）前負責人，因跌倒而出現併發症。[49]

### 8日
- 古斯塔沃·阿爾科斯（Gustavo Arcos），79歲，古巴持不同政見者，肺炎。[50]
- 斯拉夫科·布蘭科夫（Slavko Brankov），55歲，克羅埃西亞演員。[51]
- 杜克·喬丹（Duke Jordan），84歲，美國bebop爵士鋼琴家。[52]
- Dino Restelli，81歲，美國職業棒球大聯盟球員。[53]
- 錢德拉·普拉薩德·賽基亞（Chandra Prasad Saikia），79歲，印度作家。[54]
- 安東尼塔·澤瓦洛斯·德·普里亞萊，87歲，秘魯政治家，副手（1980-1985）。[55]

### 9日
- 吉安弗蘭科·貝利尼（Gianfranco Bellini），82歲，義大利演員和配音演員。[56]
- 喬治·查普曼（George Chapman），85歲，英國信仰治療師。[57]
- 科林·迪金森（Colin Dickinson），74歲，紐西蘭奧運自行車運動員。[58]
- 安加·迪亞茲（Anga Díaz），45歲，古巴康加演奏家，心臟病發作。[59]
- 珍妮·格羅爾曼（Jenny Gröllmann），59歲，德國女演員（《我十九歲，豌豆在5：30》），乳腺癌。[60]
- 梅麗莎·海登（Melissa Hayden），83歲，加拿大出生的芭蕾舞演員，紐約市芭蕾舞團前首席舞者，胰腺癌。[61]
- 菲力浦·埃普森·海（Philip Empson High），92歲，英國科幻小說作家，自然原因。[62]
- 賽義德·阿卜杜勒·努里，59歲，塔吉克伊斯蘭復興黨塔吉克領導人，癌症。[63]
- 拉斐爾·魯伊斯（Rafael Ruiz），89歲，西班牙奧運曲棍球運動員（1948年）。[64]
- 詹姆斯·范·艾倫（James Van Allen），91歲，美國太空物理學家，心力衰竭。[65]

### 10日
- 喬治·道克斯（George Dawkes），86歲，英國板球運動員，專門從事德比郡的檢票口守門。[66]
- 芭芭拉·喬治（Barbara George），63歲，美國R&B歌手，肺部感染。[67]
- 歐文·聖保羅（Irving São Paulo），41歲，巴西演員，多器官衰竭。[68]
- 武井保雄，76歲，日本第二大富豪，Takefuji公司創始人。[69][70]

### 11日
- 阿爾文·庫珀曼（Alvin Cooperman），83歲，美國娛樂業高管。[71]
- 大衛·湯瑪斯·道森（David Thomas Dawson），48歲，美國被定罪的殺人犯，注射死刑。[72]
- 邁克·道格拉斯（Mike Douglas），86歲，美國脫口秀主持人和藝人。[73]
- 愛麗絲·伊爾奇曼（Alice Ilchman），71歲，美國經濟學家，莎拉·勞倫斯學院（Sarah Lawrence College）院長（1981-1998）。[74]
- Mazisi Kunene，76歲，南非桂冠詩人。[75]
- 葉夫根尼·西尼亞耶夫（Yevgeny Sinyayev），58歲，蘇聯奧運短跑運動員。[76]

### 12日
- 維多利亞·格雷·亞當斯（Victoria Gray Adams），79歲，美國民權活動家，第一位競選密西西比州美國參議院席位的女性，癌症。[77]
- 諾埃爾·埃弗雷特，70歲，紐西蘭奧運水手[78]
- 拉斯卡·盧克維亞（Raska Lukwiya），烏干達上帝抵抗軍指揮官，因戰爭罪被國際刑事法院起訴，在戰鬥中陣亡。[79]
- Keren Tendler，26歲，以色列士兵和空降機械師，直升機墜毀。[80]
- 尼古拉斯·韋伯斯特（Nicholas Webster），94歲，美國電影和電視導演。[81]

### 13日
- 比爾·貝克（Bill Baker），95歲，美國棒球運動員。[82]
- 約瑟夫·卡利諾，89歲，美國紐約州議會議長（1959-1964）。[83]
- 傑克·愛德華茲（Jack Edwards），88歲，英國二戰士兵和戰俘權利活動家。[84]
- Kermit L. Hall，61歲，奧爾巴尼大學美國校長，1992年甘迺迪遇刺記錄審查委員會成員，游泳事故。[85]
- 艾爾·霍斯塔克，90歲，美國國家拳擊協會中量級冠軍（1938-1939），中風。[86]
- 托尼·傑伊（Tony Jay），73歲，英國配音演員（《巴黎聖母院的駝背》，《重啟》，《大力鴨》），腫瘤手術併發症。[87]
- Jon Nödtveidt，31歲，瑞典主音吉他手兼主唱（Dissection），被判犯有重罪謀殺罪，自殺。[88]
- Payao Poontarat，49歲，泰國拳擊手，泰國首枚奧運獎牌得主（銅牌，1976年），世界拳擊理事會冠軍，肌萎縮側索硬化症。[89]

### 14日
- 威廉·伊恩·比爾德莫爾·貝弗裡奇，98歲，澳大利亞動物病理學家。[90]
- 約翰尼·鄧肯（Johnny Duncan），67歲，美國鄉村歌手和詞曲作者，心臟病發作。[91]
- 第三代基爾布拉肯男爵約翰·戈德利（John Godley,Baron Kilbracken），85歲，英國出生的愛爾蘭同齡人，戰時艦隊航空兵飛行員和記者。[92]
- 阿德里安·德·格魯特（Adriaan de Groot），91歲，荷蘭國際象棋大師和心理學家。[93]
- 布魯諾·柯比（Bruno Kirby），57歲，美國演員（《教父第二部》《城市滑頭》《這是脊椎穿刺》），白血病併發症。[94]
- 路易士·費爾南德斯·德拉雷格拉（Luis Fernandez de la Reguera），39歲，美國電影導演，摩托車事故。[95]

### 15日
- 里克·伯克（Rick Bourke），51歲，澳大利亞橄欖球聯盟球員，癌症。[96]
- 威廉·布蘭森（William Branson），68歲，美國經濟學家。[97]
- 林頓·考德威爾（Lynton K. Caldwell），92歲，美國政治學家。[98]
- Dame Te Atairangikaahu，75歲，紐西蘭毛利王后。[99]
- 道格·懷特（Doug White），61歲，美國新聞主播，癌症。[100]
- Faas Wilkes，82歲，荷蘭國際足球運動員。[101]

### 16日
- 翁貝托·巴爾迪尼（Umberto Baldini），84歲，義大利藝術修復師，烏菲齊美術館保護工作室主任。[102]
- 亞歷克斯·布佐（Alex Buzo），62歲，澳大利亞劇作家，癌症。[103]
- 赫歇爾·格林（Herschel Green），86歲，美國二戰戰鬥機王牌。[104]
- Iris M. Ovshinsky，79歲，ECD Ovonics的美國聯合創始人，發明家Stanford Ovshinsky的妻子。[105]
- 阿尔弗雷多·斯特罗斯纳（Alfredo Stroessner），93歲，巴拉圭總統（1954-1989），疝氣手術併發症。[106]
- 艾倫·文特（Alan Vint），61歲，美國演員，多器官衰竭。[107]
- 威廉·沃森（William Wasson），82歲，美國牧師，創立了孤兒院，髖部受傷的併發症。[108]

### 17日
- Kontek Kamariah Ahmad，95歲，馬來西亞教育家、政治家、活動家和馬來西亞合作社運動的先驅。[109]
- Len Evans，75歲，澳大利亞葡萄酒作家，澳大利亞葡萄酒局創始人，心臟病發作。[110]
- 肯·古道爾（Ken Goodall），59歲，愛爾蘭橄欖球聯盟球員（1967-1970）。[111]
- Masumi Hayashi，60歲，美國攝影師，拍攝。[112]
- 約翰·赫頓（John Hutton），59歲，美國傢具設計師，前列腺癌手術併發症。[113]
- 82歲的德國出生的美國分子生物學家弗農·英格拉姆（Vernon Ingram）發現了鐮狀細胞性貧血的病因。[114]
- Walter Jagiello，76歲，美國波爾卡音樂家和詞曲作者。[115]
- 克里斯托弗·波尔吉（Christopher Polge），80歲，英國生物學家。[116]
- 沙姆蘇爾·拉赫曼（Shamsur Rahman），76歲，孟加拉國詩人，腎和肝衰竭。[117]
- 伯納德·拉普（Bernard Rapp），61歲，法國電影導演、作家和記者，肺癌患者。[118]
- Sig Shore，87歲，美國電影製片人（Super Fly）。[119]
- 埃文·哈裡斯·沃克（Evan Harris Walker），70歲，美國物理學家和意識理論家。[120]
- Yen Ngoc Do，65歲，越南出生的美國Nguoi Viet Daily News創始人，糖尿病和腎臟疾病。[121]

### 18日
- 60歲的喬治·阿斯塔潘（George Astaphan）是基蒂蒂安（Kittitian）的醫生，他向本·詹森（Ben Johnson）提供了類固醇。[122]
- James A. Clark， Jr.，87歲，美國馬里蘭州參議院議長（1979-1983），癌症。[123]
- 撒母耳·菲利彭（Samuel Flippen），36歲，美國被定罪的殺人犯，被注射死刑。[124]
- 凱薩琳·弗羅斯特（Kathryn Frost），57歲，美國陸軍少將，馬丁·弗羅斯特（Martin Frost）的妻子，乳腺癌。[125]
- 費爾南德·吉尼亞克（Fernand Gignac），72歲，加拿大歌手和演員，肝炎。[126]
- 肯·科爾尼（Ken Kearney），82歲，澳大利亞橄欖球聯盟和橄欖球聯盟國際球員，心臟病發作。[127]

### 19日
- 馬文·巴雷特（Marvin Barrett），86歲，美國記者和作家。[128]
- 喬伊斯·布萊爾（Joyce Blair），73歲，英國女演員，萊昂內爾·布萊爾（Lionel Blair）的妹妹，癌症。[129]
- 小克林頓·布裡斯托（Clinton Bristow， Jr.），57歲，美國律師和教育官員，奧爾康州立大學（Alcorn State University）校長，心力衰竭。[130]
- 約瑟夫·希爾（Joseph Hill），57歲，牙買加根源雷鬼樂隊Culture的主唱，肝衰竭。[131]
- 奧斯卡·米格斯，78歲，烏拉圭足球運動員，1950年世界杯冠軍。[132]
- 默文·伍德（Mervyn Wood），89歲，澳大利亞賽艇運動員，三屆奧運會獎牌得主，新南威爾士州警察局長。[133]

### 20日
- 克勞德·布蘭查德（Claude Blanchard），74歲，加拿大流行歌手和演員，心臟病發作。[134]
- Renate Brausewetter，100歲，德國無聲電影女演員。[135]
- 布萊恩·巴德（Bryan Budd），29歲，英國士兵，追授維多利亞十字勳章。[136]
- 羅傑·多諾霍（Roger Donoghue），75歲，美國拳擊手。[137]
- 羅伯特·霍夫曼（Robert Hoffman），59歲，美國商人和藝術收藏家，National Lampoon的聯合創始人。[138]
- 傑克·勞里（Jack Laughery），71歲，美國首席執行官兼哈迪連鎖餐廳董事長，肺癌。[139]
- 瓦什蒂·麥科勒姆（Vashti McCollum），93歲，美國人文主義活動家。[140]
- 雅各·明瑟（Jacob Mincer），84歲，波蘭出生的美國經濟學教授（哥倫比亞大學）。[141]
- 朱塞佩·莫西亞（Giuseppe Moccia），73歲，義大利電影導演。[142]
- 乔·罗森塔尔（Joe Rosenthal），94歲，美國普利策獎得主攝影師（《硫磺島升旗》），自然原因。[143]
- 尼爾·特雷齊斯（Neil Trezise），75歲，澳大利亞工黨政治家，維多利亞州體育部長（1982-1992），澳大利亞足球運動員，心臟病發作。[144]
- 第六代德拉莫爾男爵理查·德·亞爾伯格-貝特森（Richard de Yarburgh-Bateson,Baron Deramore），95歲，英國建築師和色情小說作家。[145]

### 21日
- 馬克西莫·卡瓦哈爾（Máximo Carvajal），70歲，智利漫畫家。[146]
- Bismillah Khan，90歲，印度 shehnai 音樂家和 Bharat Ratna 獲獎者，心臟病發作。[147]
- Jon Lilletun，60歲，挪威政治家（KrF），教育部長（1997-2000），癌症。[148]
- Geff Noblet，89歲，澳大利亞板球運動員（1949-1953）。[149]
- 威廉·諾裡斯（William Norris），95歲，美國工程師，Control Data Corporation創始人。[150]
- 巴克·佩奇（Buck Page），84歲，美國西部音樂家，紫聖騎士（Riders of the Purple Sage）的創始人。[151]
- Paul Fentener van Vlissingen，65歲，荷蘭億萬富翁商人，胰腺癌。[152]
- S. Yizhar，89歲，以色列作家，心臟病。[153]

### 22日
- 布魯斯·加里（Bruce Gary），55歲，美國鼓手（The Knack），淋巴瘤。[154]
- 弗蘭克·列儂（Frank Lennon），79歲，加拿大攝影師。[155]
- 馬格努斯·赫爾吉·馬格努松，83歲，冰島政治家，社會事務部長。[156]
- 西蒙·安東尼·佩雷拉（Simeon Anthony Pereira），78歲，巴基斯坦卡拉奇名譽大主教。[157]

### 23日
- 梅納德·弗格森（Maynard Ferguson），78歲，加拿大爵士小號手，腎和肝功能衰竭。[158]
- 斯文·葛籣布洛姆，92歲，芬蘭奧運水手[159]
- 約翰·李斯特（John Lister），90歲，英國聖公會牧師，韋克菲爾德教務長（1972-1982）。[160]
- 奈傑爾·馬林，87歲，英國海軍上將。[161]
- Ayyappa Paniker，75歲，印度詩人和學者。[162]
- 瓦西姆·拉賈（Wasim Raja），54歲，巴基斯坦板球運動員，心臟病發作。[163]
- 雷蒙德·哈羅德·索金斯（Raymond Harold Sawkins），82歲，英國小說家。[164]
- David Schnaufer，53歲，美國阿巴拉契亞揚琴演奏家，肺癌。[165]
- 玛丽·萨普（Marie Tharp），86歲，美國海洋製圖師。[166]
- 埃德·沃倫（Ed Warren），79歲，美國惡魔學家，長期患病。[167]
- 雅克·維爾德伯格（Jacques Wildberger），84歲，瑞士作曲家。[168]

### 24日
- 赫伯特·胡普卡（Herbert Hupka），91歲，德國記者和政治家。[169]
- 倫納德·利維（Leonard Levy），83歲，加拿大出生的美國憲法歷史學家和作家，1969年普利策歷史獎獲得者。[170]
- 克利斯蒂安·內梅斯庫（Cristian Nemescu），27歲，羅馬尼亞電影導演，車禍。[171]
- 維克多·巴甫洛夫（Viktor Pavlov），65歲，俄羅斯演員，心臟病發作。[172]
- 羅科·佩特羅內（Rocco Petrone），80歲，美國美國宇航局工程師，阿波羅計劃和馬歇爾太空飛行中心主任。[173]
- 大衛·普勞賴特，75歲，英國電視製片人和高管，格拉納達電視台主席（1987-1992）。[174]
- 拉爾夫·勛斯坦（Ralph Schoenstein），73歲，美國幽默作家和NPR評論員。[175]
- 利奧波德·西蒙諾（Léopold Simoneau），90歲，加拿大抒情男高音。[176]
- 詹姆斯·坦尼（James Tenney），72歲，美國實驗音樂作曲家，癌症。[177]
- 吉恩·湯普森（Gene Thompson），89歲，美國棒球運動員（辛辛那提紅人隊，紐約巨人隊）。[178]
- Andrei Toncu，28歲，羅馬尼亞音響設計師，車禍。[179]
- 約翰·溫茨威格（John Weinzweig），93歲，加拿大作曲家。[180]

### 25日
- 約翰·布蘭肯斯坦（John Blankenstein），57歲，荷蘭公開同性戀足球裁判，腎病。[181]
- 努爾·哈桑納利，88歲，特立尼達政治家，總統（1987-1997）。[182]
- 席爾瓦·卡普蒂基揚（Silva Kaputikyan），87歲，亞美尼亞詩人。[183]
- Vijay Mehra，68歲，印度板球運動員。[184]
- 約瑟夫·斯特凡諾（Joseph Stefano），84歲，美國編劇（《驚魂記》）和電視編劇（《外界》）。[185]
- Ross Warneke，54歲，澳大利亞電視節目主持人和電臺名人，癌症。[186]

### 26日
- 萊納·巴澤爾，82歲，德國聯邦議院議長，基民盟主席。[187]
- 厄爾·喬利·布朗（Earl Jolly Brown），66歲，美國演員（《生與死》）。[188]
- 79歲的巴基斯坦俾路支省叛軍部落首領阿克巴爾·布提（Akbar Bugti）被槍殺。[189]
- 羅賓·費恩爵士，71歲，英國外交官，駐古巴和西班牙大使。[190]
- 約翰·里普利·福布斯（John Ripley Forbes），93歲，美國博物學家和環保主義者，自然博物館的創始人。[191]
- 威廉·加內特（William Garnett），89歲，美國航空攝影師。[192]
- 葉夫亨·庫切列夫斯基，65歲，烏克蘭足球教練（第聶伯羅彼得羅夫斯克），車禍。[193]
- 瑪麗·多米尼克·菲力浦（Marie-Dominique Philippe），93歲，法國多明尼加神父，聖約翰社區創始人，中風。[194]
- 阿爾弗雷德·謝爾曼爵士，86歲，英國記者、作家和政治分析家。[195]
- 弗拉基米爾·特雷奇科夫，92歲，俄羅斯藝術家。[196]
- 克萊德·沃爾科特爵士，80歲，巴巴多斯板球運動員。[197]

### 27日
- 瑪麗亞·卡波維拉（MaríaCapovilla），116歲，厄瓜多超級百歲老人，世界上最年長的人，肺炎。[198]
- Tee Corinne，62歲，美國作家和藝術家，肝癌。[199]
- 喬恩·道夫（Jon Dough），43歲，美國色情演員和AVN名人堂成員，上吊自殺。[200]
- 保羅·古蒂（Paul Gutty），63歲，法國自行車手。[201]
- 艾克·希爾德布蘭德，79歲，加拿大冰球和棍網球運動員。[202]
- 胡安·伊格納西奧·拉雷亞·奧爾金，79歲，厄瓜多爾瓜亞基爾大主教。[203]
- 盧西亞諾·門德斯·德·阿爾梅達（Luciano Mendes de Almeida），75歲，巴西馬里亞納大主教，癌症。[204]
- Hrishikesh Mukherjee，83歲，印度電影導演。[205]
- 大衛·尼科爾森（David Nicholson），67歲，英國騎師和馴馬師。[206]
- 傑羅德·諾斯（Jerrold M. North），74歲，美國外交官。[207]
- 傑西·平塔多（Jesse Pintado），37歲，美國吉他手（Terrorizer，Napalm Death），糖尿病昏迷併發症。[208]

### 28日
- 埃德·本尼迪克特（Ed Benedict），94歲，美國動畫師（The Ruff and Reddy Show，The Flintstones，Johnny Bravo）。[209]
- Sankho Chaudhuri，90歲，印度雕塑家。[210]
- Don Chipp，81歲，澳大利亞政治家，澳大利亞民主黨創始人。[211]
- 瑪麗·李·羅伯·克萊恩（Mary Lee Robb Cline），80歲，美國女演員（The Great Gildersleeve），心力衰竭。[212]
- 路德維希·赫莫爾（Ludwig Hemauer），89歲，瑞士奧運射擊運動員。[213]
- 海諾·利普（Heino Lipp），84歲，愛沙尼亞十項全能冠軍。[214]
- 羅伯特·麥克德莫特（Robert McDermott），86歲，美國空軍學院院長，USAA主席和聖安東尼奧馬刺隊老闆，中風。[215]
- 皮普·派爾（Pip Pyle），56歲，英國鼓手（Gong，Hatfield and the North）。[216]
- 威廉·奎因（William F. Quinn），87歲，美國夏威夷州州長（1957-1962），肺炎。[217]
- 邁克爾·理查德（Michael Richard），58歲，美國攝影師，癌症。[218]
- Benoît Sauvageau，42歲，加拿大魁北克集團議員，交通事故。[219]
- 梅尔文·施瓦茨（Melvin Schwartz），73歲，美國物理學家，1988年諾貝爾物理學獎獲得者。[220]
- 阿爾弗雷德·謝爾曼（Alfred Sherman），86歲，英國政策研究中心（Centre for Policy Studies）聯合創始人。[221]

### 29日
- 肯特·安德森（Kent Andersson），64歲，瑞典摩托車賽車手，1973年和1974年125cc世界錦標賽冠軍。[222]
- 約翰·康明斯（John Cummins），58歲，澳大利亞工會官員，建築工人聯合會秘書，癌症。[223]
- Robert J. Gorlin，83歲，美國口腔病理學家。[224]
- 傑拉爾德·格林（Gerald Green），84歲，美國作家（《最後的憤怒的人》）和編劇（《大屠殺》）。[225]
- 本傑明·拉維茨-卡斯特爾（Benjamin Rawitz-Castel），60歲，以色列鋼琴家，被謀殺。[226]
- 約翰·斯坎德雷特（John Scandrett），91歲，紐西蘭板球運動員。[227]
- Jumpin' Gene Simmons，73歲，美國搖滾音樂家。[228]
- 比爾·斯圖爾特，63歲，英國演員。[229]

### 30日
- 羅賓·庫克（Robin Cooke），桑登男爵庫克（Baron Cooke of Thorndon），80歲，紐西蘭法學家。[230]
- 葛籣·福特（Glenn Ford），90歲，加拿大出生的美國演員（《黑板叢林》《3：10 to Yuma》《超人》）。[231]
- 蘇珊·林恩·赫夫勒（Susan Lynn Hefle），46歲，美國食品科學家，癌症。[232]
- 瑪格麗特·哈勃（Margaret Hubble），91歲，英國廣播電臺廣播員。[233]
- 埃默里斯·鐘斯（Emrys Jones），86歲，英國地理學家。[234]
- 伊戈爾·基奧（Igor Kio），62歲，俄羅斯魔術師。[235]
- 鮑勃·勒羅斯（Bob LeRose），85歲，美國漫畫家（蝙蝠俠，超人，喬納·海克斯）。[236]
- 納吉布·馬哈福茲，94歲，埃及1988年諾貝爾文學獎得主，因跌倒頭部受傷。[237]
- 朗霍爾姆的門羅男爵赫克托·門羅（Hector Monro,Baron Monro of Langholm），83歲，英國國會議員和政府部長。[238]
- 70歲的美國工業設計師比爾·斯圖普夫（Bill Stumpf）共同創造了Aeron辦公椅。[239]

### 31日
- 穆罕默德·阿卜杜勒瓦哈卜（Mohamed Abdelwahab），22歲，埃及足球運動員，疑似心臟病發作。[240]
- K. Sri Dhammananda，87歲，斯里蘭卡出生的馬來西亞比丘，中風。[241]
- 蓋伊·加巴爾登（Guy Gabaldon），80歲，美國二戰海軍陸戰隊員，心臟病發作。[242]
- J. S. Holliday，82歲，美國歷史學家，加州淘金熱專家，肺纖維化。[243]
- 大衛·麥克弗森（David Macpherson），第二代斯特拉斯卡倫男爵（Baron Strathcarron），82歲，英國世襲貴族和汽車專家。[244]
- 邁克·馬吉爾（Mike Magill），86歲，美國賽車手。[245]
- 查理·瓦格納（Charlie Wagner），93歲，美國棒球運動員（波士頓紅襪隊）。[246]